# San Antonio Express-News
O San Antonio Express-News é um jornal diário publicado em San Antonio, Texas. É propriedade da Hearst Corporation e possui escritórios em San Antonio e Austin. O Express-News é o quarto maior jornal do estado do Texas, com uma tiragem diária de quase 100,000 exemplares em 2016. O Express-News opera online tanto como Express-News e o mySA.